# GPR160
GPR160, G protein-spregnuti receptor 160, je protein koji je kod čoveka kodiran GPR160 genom.

## Literatura
1. ↑  Takeda S, Kadowaki S, Haga T, Takaesu H, Mitaku S (2002). „Identification of G protein-coupled receptor genes from the human genome sequence”. FEBS Lett. 520 (1-3): 97—101. PMID 12044878. doi:10.1016/S0014-5793(02)02775-8.
2. ↑  „Entrez Gene: GPR160 G protein-coupled receptor 160”.

## Dodatna literatura
- Conklin D; Yee DP; Millar R;  . (2001). „Mining of assembled expressed sequence tag (EST) data for protein families: application to the G protein-coupled receptor superfamily.”. Brief. Bioinformatics. 1 (1): 93—9. PMID 11466977. doi:10.1093/bib/1.1.93.
- Strausberg RL; Feingold EA; Grouse LH;  . (2003). „Generation and initial analysis of more than 15,000 full-length human and mouse cDNA sequences.”. Proc. Natl. Acad. Sci. U.S.A. 99 (26): 16899—903. PMC 139241 . PMID 12477932. doi:10.1073/pnas.242603899.
- Gerhard DS; Wagner L; Feingold EA;  . (2004). „The status, quality, and expansion of the NIH full-length cDNA project: the Mammalian Gene Collection (MGC).”. Genome Res. 14 (10B): 2121—7. PMC 528928 . PMID 15489334. doi:10.1101/gr.2596504.